# Orlando Smeekes
Orlando Smeekes (nacido el 28 de diciembre de 1981) es un futbolista profesional e internacional absoluto con la selección de fútbol de Curazao y se desempeña en el terreno de juego como delantero; su actual equipo es el Maritzburg United Football Club de Sudáfrica.

## Trayectoria
- SC Telstar Velsen  2000-2003

- FC Volendam  2003-2004

- FC Oss  2004-2005

- Helmond Sport  2005-2007

- Go Ahead Eagles  2007-2008

- Stuttgarter Kickers  2008-2009

- FC Carl Zeiss Jena  2009-2011

- SV Wehen  2011-2012

- Maritzburg United Football Club  2012-presente